# Praia da Luz
Praia da Luz, eller blot Luz er en by ved Algarvekysten i det sydligeste Portugal.
Som de fleste af byerne på Algarvekysten var Luz oprindeligt en fiskerby. Luz er en mindre by, og er primært en stilfærdig attraktion for turister.
Fortet i Luz, har oprindeligt været opført for at holde pirater væk.
Ved stranden Praia de Luz ligger den kendte "Sorte Sten" (Rocha Negra), som blev skabt ved et vulkanudbrud for omtrent 150 millioner år siden.
Byen opnåede en vis bevågenhed, da den den dengang 3-årige Madeleine McCann forsvandt under et ophold i byen, hvilket skabte en betydelig mediebevågenhed.